# Население Ченнаи
Ченнаи, наряду с Мумбаи, Дели и Калькуттой — один из немногих индийских городов, в которых проживает большое количество различных этнических и религиозных сообществ.
По данным переписи 2011 года численность населения Ченнаи составила 4 681 087 человек (примерно 26 902 человека на квадратный километр) с соотношением полов 0,986 и уровнем грамотности 0,903.
Наиболее широко в Ченнаи используются такие языки, как тамильский, телугу и английский. Индуизм исповедует большинство жителей города. Также практикуются такие религии как ислам, христианство, сикхизм, джайнизм, буддизм, зороастризм и другие.

## Рост численности населения
В соответствии с первой переписью Индии, проведенной в 1871 году, численность населения города составляла 397 552 человек. После голодных 1876 и 1877 годов число жителей города сократилось до 40 500. На протяжении последних десятилетий 19-го века поддерживался устойчивый рост населения, однако, между 1901 и 1921 годами темпы роста были невелики.

## Религия
| Религии и их приверженцы (в процентах от общей численности населения) | Религии и их приверженцы (в процентах от общей численности населения) | Религии и их приверженцы (в процентах от общей численности населения) | Религии и их приверженцы (в процентах от общей численности населения) | Религии и их приверженцы (в процентах от общей численности населения) | Религии и их приверженцы (в процентах от общей численности населения) | Религии и их приверженцы (в процентах от общей численности населения) | Религии и их приверженцы (в процентах от общей численности населения) |
| Перепись                                                              | Индуизм                                                               | Ислам                                                                 | Христианство                                                          | Джайнизм                                                              | Буддизм                                                               | Сикхизм                                                               | Другие                                                                |
| --------------------------------------------------------------------- | --------------------------------------------------------------------- | --------------------------------------------------------------------- | --------------------------------------------------------------------- | --------------------------------------------------------------------- | --------------------------------------------------------------------- | --------------------------------------------------------------------- | --------------------------------------------------------------------- |
| 1901                                                                  | 80,6                                                                  | 11,3                                                                  | 8,0                                                                   | 0,05                                                                  | 0,02                                                                  | 0                                                                     | 0,02                                                                  |
| 1911                                                                  | 80,2                                                                  | 11,4                                                                  | 8,1                                                                   | 0                                                                     | 0                                                                     | 0                                                                     | 0,35                                                                  |
| 1921                                                                  | 81,2                                                                  | 10,1                                                                  | 8,4                                                                   | 0,2                                                                   | 0,1                                                                   | 0                                                                     | 0                                                                     |
| 1931                                                                  | 80,4                                                                  | 10,8                                                                  | 8,4                                                                   | 0,4                                                                   | 0,05                                                                  | 0                                                                     | 0                                                                     |
| 1941                                                                  | 79,9                                                                  | 12,3                                                                  | 5,9                                                                   | 0                                                                     | 0                                                                     | 0                                                                     | 2,31                                                                  |
| 1951                                                                  | 81,6                                                                  | 9,9                                                                   | 7,8                                                                   | 0,4                                                                   | 0,07                                                                  | 0,07                                                                  | 0,09                                                                  |
| 1961                                                                  | 85                                                                    | 7,5                                                                   | 6,9                                                                   | 0,5                                                                   | 0,02                                                                  | 0,04                                                                  | 0,07                                                                  |
| 1971                                                                  | 84,1                                                                  | 8,5                                                                   | 6,6                                                                   | 0,7                                                                   | 0,03                                                                  | 0,05                                                                  | 0,01                                                                  |
| 1981                                                                  | 84,4                                                                  | 8,1                                                                   | 6,4                                                                   | 0,7                                                                   | 0,1                                                                   | 0,04                                                                  | 0,06                                                                  |
| 1991                                                                  | 83,9                                                                  | 8,7                                                                   | 6,4                                                                   | 0,9                                                                   | 0,02                                                                  | 0,04                                                                  | 0,03                                                                  |
| 2001                                                                  | 81,3                                                                  | 9,4                                                                   | 7,6                                                                   | 1,1                                                                   | 0,04                                                                  | 0,06                                                                  | 0,23                                                                  |

Индуисты составляют большинство населения города, но город также имеет существенное количество мусульманских и христианских меньшинств. Согласно переписи 2001 года, индусы образовали 81,3% от общего населения, в то время как мусульмане составляли 9,4%, а христиане 7,6%.
Индуизм
Индуизм является религией большинства жителей Ченнаи. Храмы городов Майлапур, Трипликен, Тировоттюр, Саидапет и Тируванмиюр, которые сегодня входят в состав Ченнаи, посещали Шиваистские святые — Наянары.
Ислам
Присутствие мусульман в Ченнаи зафиксировано с 9-го века. Древнейшие из известных мечетей в Мадрасе были построены в 10 веке. Марко Поло в 13 веке и Дуарте Барбароса в 16 веке писали, что апостол Фома почитается в Мадрасе как христианами, так и мусульманами.
Христианство
Город также имеет один из самых высоких среди крупных индийских городов процент населения, исповедующих христианство, который составляет 7,6%.

## Языки
| Census | Родные языки (в процентах от общей численности населения) | Родные языки (в процентах от общей численности населения) | Родные языки (в процентах от общей численности населения) | Родные языки (в процентах от общей численности населения) | Родные языки (в процентах от общей численности населения) | Родные языки (в процентах от общей численности населения) | Родные языки (в процентах от общей численности населения) | Родные языки (в процентах от общей численности населения) | Родные языки (в процентах от общей численности населения) | Родные языки (в процентах от общей численности населения) |
| Census | Тамильский                                                | Телугу                                                    | Урду                                                      | Малаялам                                                  | Хинди                                                     | Гуджарати                                                 | Каннада                                                   | Маратхи                                                   | Английский                                                | Другие                                                    |
| ------ | --------------------------------------------------------- | --------------------------------------------------------- | --------------------------------------------------------- | --------------------------------------------------------- | --------------------------------------------------------- | --------------------------------------------------------- | --------------------------------------------------------- | --------------------------------------------------------- | --------------------------------------------------------- | --------------------------------------------------------- |
| 1901   | 61,2                                                      | 21,3                                                      | 10,1                                                      | 0,2                                                       | 0,1                                                       | 0,3                                                       | 0,4                                                       | 1,2                                                       | 3,1                                                       | 0,71                                                      |
| 1911   | 62,3                                                      | 20,7                                                      | 10,3                                                      | 0,3                                                       | 0                                                         | 0,5                                                       | 0,6                                                       | 1,3                                                       | 2,9                                                       | 1,03                                                      |
| 1921   | 63,9                                                      | 19,8                                                      | 8,8                                                       | 0,8                                                       | 0                                                         | 0,6                                                       | 0,6                                                       | 1,3                                                       | 2,7                                                       | 1,59                                                      |
| 1931   | 63,6                                                      | 19,3                                                      | 9,7                                                       | 1,4                                                       | 0,4                                                       | 0,5                                                       | 0,7                                                       | 1,2                                                       | 2,1                                                       | 1,1                                                       |
| 1941   | N/A                                                       | N/A                                                       | N/A                                                       | N/A                                                       | N/A                                                       | N/A                                                       | N/A                                                       | N/A                                                       | N/A                                                       | N/A                                                       |
| 1951   | 67,9                                                      | 19,3                                                      | 6,3                                                       | 2,8                                                       | 1,6                                                       | 0,6                                                       | 1,1                                                       | 0,8                                                       | 1,3                                                       | 1,1                                                       |
| 1961   | 70,9                                                      | 14,1                                                      | 5,9                                                       | 3,3                                                       | 0,9                                                       | 0,7                                                       | 0,9                                                       | 0,8                                                       | 1,0                                                       | 1,33                                                      |
| 1971   | 73,7                                                      | 12,0                                                      | 5,7                                                       | 3,7                                                       | 1,3                                                       | 0,8                                                       | 0,7                                                       | 0,7                                                       | 0,6                                                       | 0,68                                                      |
| 1981   | 74,5                                                      | 12,0                                                      | 5,0                                                       | 3,2                                                       | 1,6                                                       | 0,7                                                       | 0,7                                                       | 0,6                                                       | 0,5                                                       | 1,24                                                      |
| 1991   | 76,7                                                      | 10,5                                                      | 4,8                                                       | 3,2                                                       | 2,1                                                       | 0,7                                                       | 0,6                                                       | 0,5                                                       | 0,3                                                       | 0,58                                                      |

По данным переписи 2001 года, тамилильский был наиболее широко распространённым разговорным языком в Ченнаи. Далее следуют телугу, урду, малаялам и хинди. В 1891 году, процент людей, которые говорили на тамильском, составлял 59,8%, на телугу — 22,85%. Количество людей, которые назвали тамильский язык в качестве родного, возросла с 61,2% в 1901 году до 76,7% в 1991 году.

## Национальности

### Джайны
В Ченнаи проживают как северо-индийские, так и тамильские джайны, хотя первых больше, чем вторых. В городе существует около 100 джайнских храмов, построенных северно-индийскими джайнами, и лишь 18 храмов тамильских джайнов.

### Гуджаратцы
Гуджаратцев в городе примерно 200 000 человек.

### Сикхи
Нет официальной записи первого прибытия сикхов в город. Однако считается, что миграция была поэтапной: до, во время и после раздела Индии. По состоянию на 2012 год насчитывалось около 300 проживающих в городе сикхских семей.

### Японцы
В 2013 году в городе проживало около 700 японцев.

### Корейцы
Ченнаи является самым ранним центром корейской общины в Индии, которая была основана благодаря решению концерна Hyundai об открытии в 1995 году в городе завода. К 2009 году в Ченнаи насчитывалось около 3000 корейцев, по сравнению с 700 в 2006 году. По состоянию на 2013 год в городе насчитывается более 4000 корейцев. По данным корейского торгового центра в городе ведут свою деятельность более 150 корейских компаний, в том числе Hyundai Motors, Samsung, LG и Lotte.